# 曾增球
曾增球（1960年12月9日—）為臺灣籃球教練、前運動員，他的父親是前籃球國手曾德城，曾增球就讀雙園國中時是手球校隊成員，國三下學期開始練籃球，升上開南商工進入籃球校隊，之後就讀了臺北市立體育專科學校、輔仁大學體育系以及臺北市立體育學院運動科學研究所。曾增球先後效力過北市銀男籃與六福村男籃，入伍服役時替飛駝男籃出賽，退伍後轉戰建弘男籃。
1996年曾增球出任深坑國中籃球教練，曾被借調至五峰國中擔任學務主任。